# Biblioteka genomowa
Biblioteka genomowa (też: bank genów, bank genomowy) – zbiór nakładających się na siebie fragmentów DNA, które razem tworzą całość genomowego DNA danego organizmu. 
DNA jest przechowywane w postaci identycznych wektorów, z których każdy zawiera inną wstawkę DNA. Aby skonstruować bibliotekę genomową, DNA organizmu jest izolowane z komórek, a następnie trawione enzymem restrykcyjnym w celu pocięcia na fragmenty o określonej wielkości. Fragmenty te są następnie wstawiane do wektora za pomocą ligazy DNA. Wektory te następnie wprowadza się do komórek bakteryjnych (np. bakterii Escherichia coli) – każda bakteria pobiera jeden wektor, a więc zawiera jeden fragment oryginalnego genomu. Taka bakteria, namnażając się, tworzy klon bakteryjny zawierający ten fragment. Tylko niektóre klony zawierają geny, część zawiera tylko fragmenty genów, większość sekwencje niekodujące. Fragmenty DNA niesione przez dwa klony mogą nakładać się na siebie, gdyż powstały przez losowe cięcie wielu kopii oryginalnego genomu. Biblioteka genomowa powinna być odpowiednio duża, aby prawdopodobieństwo, że każdy fragment oryginalnego genomu jest w niej obecny, wynosiło co najmniej 99%.
W zależności od zastosowanego systemu wektorowego banki genów mogą być różnej wielkości. Na wielkość banku wpływa pojemność klonująca systemu wektorowego. Bank jest tym większy im bardziej skomplikowany jest organizm. Jest on konstruowany w sposób dość przypadkowy.
Wzór Clarka–Carbona wykorzystywany do określenia liczby koniecznych (wymaganych) rekombinantów (klonów):
{\displaystyle N={\frac {\ln(1-P)}{\ln \left[1-\left({\frac {L-x}{M}}\right)\right]}},}
gdzie:
{\displaystyle N} – liczba wymaganych klonów,
{\displaystyle P} – prawdopodobieństwo z jakim jesteśmy w stanie znaleźć w danym banku dany gen,
{\displaystyle L} – długość klonowanego fragmentu,
{\displaystyle x} – wielkość szukanego genu,
{\displaystyle M} – wielkość genomu.

## Rodzaje bibliotek genomowych
1. Biblioteki plazmidowe: pojemność 10 kb
2. Biblioteki fagowe: pojemność 23 kb
3. Biblioteki kosmidowe: pojemnść 45 kb
4. Biblioteki YAC (Yeast artificial chromosome): pojemność 1000 kb
5. Biblioteki BAC (ang. bacterial artificial chromosome – sztuczny chromosom bakteryjny): pojemność 100–300 kb[3]